# Mathias Kjølø
Mathias Ullereng Kjølø (Oslo, Noruega, 27 de junio de 2001) es un futbolista noruego que juega de centrocampista en el F. C. Twente de la Eredivisie.
Es hijo de Mike Kjølø, conocido principalmente por su carrera en el Stabæk IF.

## Trayectoria
Nació en Oslo y jugó en las categorías inferiores del Kjelsås Fotball hasta 2016, tras lo cual se marchó al Vålerenga Fotball. Tras seis meses, fue enviado a préstamo al PSV Eindhoven de la Eredivisie, que luego lo fichó de forma permanente en 2018. Debutó en el fútbol profesional con el equipo reserva Jong PSV de la Eerste Divisie de segunda división el 13 de enero de 2020 en un empate a cero en casa contra el Jong Ajax. El 16 de octubre de 2020 firmó una prórroga de dos años de su contrato, lo que le mantiene en el PSV hasta el verano de 2023.
Debutó en la Eredivisie con el primer equipo del PSV el 8 de noviembre de 2020 en la victoria por 3-0 contra el Willem II Tilburgo, entrando como sustituto de Ibrahim Sangaré en el minuto 88.
El 8 de junio de 2022, el PSV anunció que había firmado un contrato de larga duración para unirse al F. C. Twente de cara a la temporada 2022-23.

## Selección nacional
Jugó en varias selecciones juveniles de Noruega entre 2017 y 2019. El 12 de octubre de 2021, debutó con la selección nacional sub-21 de Noruega en una victoria por 3-0 contra Estonia como sustituto de Johan Hove en el minuto 78.

## Estadísticas

### Clubes
Actualizado al último partido disputado el 7 de noviembre de 2024.
| Club                         | Div.          | Temporada     | Liga  | Liga  | Copas nacionales | Copas nacionales | Copas internacionales | Copas internacionales | Total | Total |   |
| Club                         | Div.          | Temporada     | Part. | Goles | Part.            | Goles            | Part.                 | Goles                 | Part. | Goles |   |
| ---------------------------- | ------------- | ------------- | ----- | ----- | ---------------- | ---------------- | --------------------- | --------------------- | ----- | ----- | - |
| Jong PSV · Países Bajos      | 2.ª           | 2019-20       | 8     | 0     | —                | —                | —                     | —                     | 8     | 0     |   |
| PSV Eindhoven · Países Bajos | 1.ª           | 2020-21       | 1     | 0     | 0                | 0                | 0                     | 0                     | 1     | 0     |   |
| PSV Eindhoven · Países Bajos | Total club    | Total club    | 1     | 0     | 0                | 0                | 0                     | 0                     | 1     | 0     |   |
| Jong PSV · Países Bajos      | 2.ª           | 2020-21       | 30    | 4     | —                | —                | —                     | —                     | 30    | 4     |   |
| Jong PSV · Países Bajos      | 2.ª           | 2021-22       | 37    | 1     | —                | —                | —                     | —                     | —     | 37    | 1 |
| Jong PSV · Países Bajos      | Total club    | Total club    | 75    | 5     | 0                | 0                | 0                     | 0                     | 75    | 5     |   |
| F. C. Twente · Países Bajos  | 1.ª           | 2022-23       | 25    | 0     | 1                | 0                | 2                     | 0                     | 28    | 0     |   |
| F. C. Twente · Países Bajos  | 1.ª           | 2023-24       | 31    | 1     | 1                | 0                | 6                     | 0                     | 38    | 1     |   |
| F. C. Twente · Países Bajos  | 1.ª           | 2024-25       | 5     | 0     | 0                | 0                | 5                     | 0                     | 10    | 0     |   |
| F. C. Twente · Países Bajos  | Total club    | Total club    | 61    | 1     | 2                | 0                | 13                    | 0                     | 76    | 1     |   |
| Total carrera                | Total carrera | Total carrera | 137   | 6     | 2                | 0                | 13                    | 0                     | 152   | 6     |   |